# Ангел Мойсовски
Ангел Мойсовски (на македонска литературна норма: Ангел Мојсовски) е югославски партизанин, деец на комунистическата съпротива във Вардарска Македония и генерал-лейтенант от ЮНА.

## Биография
Роден е във велешкото село Ораовец на 15 май 1923 година. Става член на СКМЮ през 1941 г. От юли 1942 е член на ЮКП. Същата година влиза в Шарпланинския народоосвободителен партизански отряд, където е заместник-политически комисар на чета, политически комисар на чета, младежки ръководител на отряда. През 1943 година влиза в Кумановския партизански отряд, където е командир на втори батальон на отряда. След това е заместник-командир на батальон в рамките на трета македонска ударна бригада. По-късно е командир на Първи кумановски народоосвободителен партизански батальон в рамките на трета македонска ударна бригада. През 1943 година става член на МКП. През август 1944 е ранен тежко в сражение с български военни части. Прехвърлен е за лекуване в Бари. След Втората световна война е командир на дивизия на КНОЮ и на дванадесета дивизия. Отделно е инспектор в Главната инспекция на ЮНА. През 1980 година се пенсионира. Носител е на Партизански възпоменателен медал 1941 година. Обявен е за народен герой на Югославия на 11 октомври 1953 година. Излиза в запас през 1979 г. с чин генерал-лейтенант.

## Награди
- Партизански възпоменателен медал 1941
- Орден „Народен герой“ (11 октомври 1953)
- Орден за храброст;
- Орден за народа със сребърна звезда;
- Орден на братството и единството със сребърен венец;
- Полски партизански кръст
- Медал „Отечествена война“ (НРБ)